# Terrence McNally
Terrence McNally (Saint Petersburg, Florida, 3 de novembre de 1938 – Sarasota, Florida, 24 de març de 2020) va ser un dramaturg, llibretista i guionista estatunidenc. Descrit com «el bard del teatre estatunidenc» i «un dels dramaturgs contemporanis més importants que el món del teatre ha produït fins avui», McNally es veié guardonat amb Tony Award for Lifetime Achievement el 2019, el Dramatists Guild Lifetime Achievement Award del 2019 i el Lucille Lortel Lifetime Achievement Award.
Va morir a causa de complicacions de la COVID-19 el 24 de març del 2020.

## Obres[calcitació]

### Peces de teatre
- And Things That Go Bump in the Night (1964)
- Botticelli (1968)
- Sweet Eros (1968)
- Witness (1968)
- ¡Cuba Si! (1968)
- Bringing It All Back Home (1969)
- Noon (1968)
- Next (1969)
- Where Has Tommy Flowers Gone? (1971)
- Bad Habits (1974)
- Whiskey (1973)
- The Tubs (1974)
- The Ritz (1975)
- Frankie and Johnny in the Clair de Lune (1982)
- It's Only a Play (1986)
- Hope (1988)
- The Lisbon Traviata (1989)
- Prelude and Liebestod (1989)
- Lips Together, Teeth Apart (1991)
- A Perfect Ganesh (1993)
- Hidden Agendas (1994)
- Love! Valour! Compassion! (1994)
- By the Sea, By the Sea, By the Beautiful Sea (1995)
- Master Class (1995)
- Corpus Christi (1998)
- The Stendhal Syndrome (2004)
- Dedication or The Stuff of Dreams (2005)
- Some Men (2006)
- The Sunday Times (2006)
- Deuce (2007)
- Unusual Acts of Devotion (2008)
- Golden Age (2009)
- And Away We Go (2013)
- Mothers and Sons (2014)
- Fire and Air (2018)